# Les Éditions sociales
Les Éditions sociales (ou ES) sont une maison d'édition française. Créées à la Libération, les ES ont été pendant une quarantaine d'années la principale maison d'édition du Parti communiste français (PCF). Refondées en 1997, elles sont désormais formellement indépendantes du PCF, mais continuent à exploiter une partie du catalogue des « anciennes » Éditions sociales et éditent en particulier la GEME, une nouvelle traduction des œuvres de Marx et d’Engels.
Les Éditions sociales font vivre une ligne de publications autour de Marx et d’Engels, et de la pluralité des marxismes qui se sont développés à partir de leurs œuvres et de leur action. Le projet éditorial de (re)traduction des textes de Marx et d’Engels, la GEME (grande édition en français des œuvres de Karl Marx et Friedrich Engels) constitue la colonne vertébrale et la spécificité de la maison. Les Éditions sociales possèdent le plus grand fonds des œuvres de Marx et d’Engels en français et sont aujourd’hui reconnues comme une référence. En même temps, elles publient des ouvrages théoriques souhaitant éclairer les mouvements du monde contemporain.

## Histoire

### Avant 1945
Après le congrès de Tours, la SFIC devient propriétaire de la Librairie de l'Humanité. Cette Librairie, confiée pendant quelques années à Boris Souvarine, absorbe d'autres structures éditoriales déjà tenues par les communistes, comme la Bibliothèque communiste et les Éditions Clarté. Le catalogue, qui faisait la part belle à la tradition socialiste française, est progressivement bolchévisé au cours des années 1920. Au milieu de la décennie, la Librairie de l'Humanité est remplacée par deux nouvelles structures : le Bureau d'édition, de diffusion et de publicité (1925), piloté par la direction nationale du PCF, et les Éditions sociales internationales (1927), plus étroitement contrôlées par l'Internationale.
Au milieu des années 1930, les maisons d'éditions du PCF suivent l'évolution du parti. Sous l'influence de personnalités comme Léon Moussinac ou René Hilsum, elles accompagnent pendant quelques années la dynamique d'ouverture du Front populaire. Le cercle des collaborateurs des éditions est élargi. Le catalogue fait plus de place aux auteurs français et aux enjeux nationaux.
À la fin de la décennie, cette politique d'ouverture est en partie mise en cause par la fin du Front populaire et la victoire de Franco en Espagne. Le Bureau d'édition et les Éditions sociales internationales, placées sous la responsabilité de Pierre Villon, s'attachent principalement à diffuser Fils du peuple, l'autobiographie de Maurice Thorez, et le Manuel d'histoire du PC(b)US. Elles commencent à publier, cependant, le livre I du Capital. Elles sont interdites dans la vague de répression qui touche les organisations communistes en septembre 1939 après la signature du pacte germano-soviétique.
Pendant la guerre, le PCF met en place un appareil d'édition clandestin, qui lui permet de produire plusieurs dizaines de livres et brochures de combat.

### La maison d'édition du PCF
À la Libération, le PCF se dote d'un appareil éditorial rénové et agrandi. Les Éditions sociales internationales constituent le centre de ce dispositif, auquel d'autres maisons s'adjoignent, comme les Éditeurs français réunis (littérature), les éditions Cercle d'art (livres d'art), ou La Farandole (littérature pour enfants). Cet ensemble est complété par un organisme de diffusion, le CDLP (Centre de diffusion du livre et de la presse), et un réseau de plusieurs librairies en France, les Librairies de la Renaissance française.
Les Éditions sociales, placées sous la responsabilité de François Billoux, secondé par Jean Jérôme et Georges Cogniot, publient des brochures de propagande, les œuvres des dirigeants communistes soviétiques (Lénine, Staline) ou français, avec Fils du peuple, l'autobiographie du leader du PCF Maurice Thorez, en plein culte de la personnalité, ainsi que les œuvres de Marx et Engels. En 1949, le PCF lance la « bataille du livre » pour stimuler la lecture en milieu ouvrier.
Elles lancent également la collection « Les Classiques du Peuple », qui propose, en format de poche, les grands textes de la Renaissance, des Lumières ou de la tradition révolutionnaire, présentés par des universitaires, notamment Roland Desné, Georges Lefebvre, Claude Mossé, Jean Poperen, Madeleine Rebérioux, Albert Soboul, Jean Varloot, Michel Vovelle, Claude Willard…, à qui il est demandé aussi de participer au catalogue des Éditions par la publication de leurs travaux ou dans le cadre des nécessités politiques définies par la direction du PCF.
Pendant les années 1960, Guy Besse poursuit ces différents projets.
En 1970, le philosophe Lucien Sève est nommé à la tête des Éditions sociales. Il s'efforce de faire de « l'officine du parti » une « vraie maison d'édition ». Si les ES affichent nettement leur identité communiste, et continuent à éditer des textes émanant de la direction du PCF, elles bénéficient d'une relative autonomie dans la conduite de leur politique éditoriale. Cela leur permet de publier également certains travaux universitaires de Claude Willard, Michel Vovelle, Anne Ubersfeld, Pierre Barbéris…), ainsi que des ouvrages de communistes hétérodoxes (Louis Althusser, Henri Lefebvre, Michel Clouscard…). 
Lucien Sève lance un programme d'édition des œuvres de Marx et Engels. Ce projet, qui s'appuie notamment sur les progrès de la marxologie allemande, est confié à des germanistes, Emile Bottigelli et Gilbert Badia, qui animait déjà les traductions depuis les années 1950, Jean Mortier ou Jean-Pierre Lefebvre ; avec, en particulier, l’édition de la correspondance de Marx dont les douze premiers volumes paraissent avant 1989, les manuscrits préparatoires au Capital et, enfin, la traduction de la quatrième édition allemande du Capital. Les ES réorganisent leur système de collection (« Notre temps », « Problèmes », « Terrains »…) et se dotent d'une nouvelle collection de poche, « Essentiel », qui publie notamment des anthologies de Rosa Luxemburg, Léon Trotski, Antonio Gramsci, ainsi qu'une anthologie critique de Staline.
Dans les années 1970, le dynamisme éditorial des ES est stimulé par le succès de certains titres. Pour certains ouvrages, les ventes atteignent 30 000, 40 000, 60 000, et parfois même 100 000 exemplaires. Cependant, les ES sont profondément affectées par une crise financière partie du CDLP (Centre de diffusion du livre et de la presse). Cette crise conduit à une réorganisation profonde du dispositif éditorial communiste laissant de moins en moins d’initiatives aux éditeurs. En 1986, les ES deviennent un simple département du groupe Messidor La Farandole, soumis à de fortes contraintes de gestion.
En 1982, l'historien Claude Mazauric prend la succession de Lucien Sève qui n’accepte pas le projet de réorganisation du dispositif. Au cours des quatre années (1982-1986) qu'il passe à la tête des éditions, il poursuit les chantiers ouverts par son prédécesseur et profite de l'approche du Bicentenaire pour mettre sur pied une « Bibliothèque de la Révolution française » qui comptera près de 25 volumes. Il réussit également à imposer la publication d'une série de beaux livres, « Images et récits de la Révolution française », confiée à Michel Vovelle. Il sera le dernier dirigeant des Éditions sociales détenteur d’une responsabilité politique.

### Les nouvelles Éditions sociales
En 1991, Messidor La Farandole fait faillite. Racheté par un promoteur immobilier, l’ensemble, rebaptisé Scandéditions, fait lui-même faillite deux ans plus tard. Une équipe de salariés et d'auteurs des ES finit par récupérer les marques et le fonds en 1997.
Cette équipe crée les Éditions La Dispute, puis s'efforce de relancer les Éditions sociales, autour d'un nouveau projet d'édition scientifique des œuvres de Marx et Engels (la Grande Édition de Marx et d'Engels), fondé sur l'édition de référence (MEGA) élaborée par l'Internationale Marx-Engels Stiftung (IMES) et la Berlin-Brandenburgische Akademie der Wissenschaft (BBAW).
Les Éditions sociales se proposent donc de publier les recherches et les pédagogies pour enrichir la pensée rationnelle critique, la partager, la faire vivre sous tous ses aspects, sans anathème, auprès des nouvelles générations d’intellectuels et de militants.
La nouvelle équipe éditoriale souhaite particulièrement ouvrir la possibilité de publier leurs travaux à de jeunes auteurs, à cette nouvelle génération de chercheurs qui animent le regain d’intérêt pour les théories critiques, et veiller à la réédition de classiques délaissés lors des dernières décennies. 

## Collections
Les principales collections des Éditions sociales sont :
- La « GEME » : 
  - Friedrich Engels, Karl Marx, Les articles du New York Daily Tribune (1851-1852), 2022
  - Friedrich Engels, Socialisme utopique et socialisme scientifique, 2021
  - Friedrich Engels, Karl Marx, Annales franco-allemandes, 2020
  - Karl Marx, Contribution à la critique de la philosophie du droit de Hegel, 2018
  - Friedrich Engels, Écrits de jeunesse, tome 2[9], 2018
  - Friedrich Engels, Écrits de jeunesse, tome 1[9], 2015
  - Karl Marx, Critique du programme de Gotha, 2008
  - Karl Marx, Le chapitre VI inédit du Capital, 2010
  - Karl Marx, Friedrich Engels, Joseph Weydemeyer, L'Idéologie allemande, 1er et 2e chapitres, 2014
  - Karl Marx, Contribution à la critique de l'économie politique. Introduction de 1857, 2014
- Histoire :
  - « Les Éclairées »
  - « Les Essentielles »
  - « Les Propédeutiques »
  - « Les Irrégulières »